# Zapadnaja (berg)
Zapadnaja är ett berg i Antarktis. Det ligger i Östantarktis. Australien gör anspråk på området. Toppen på Zapadnaja är 847 meter över havet.
Terrängen runt Zapadnaja är kuperad åt sydost, men åt nordväst är den platt. Terrängen runt Zapadnaja sluttar västerut. Trakten är obefolkad. Det finns inga samhällen i närheten. 